# Stabfish.io
Stabfish.io —  це багатокористувацька гра від Драко Чу, випущена в 2020 році, де гравці вражають іншу рибу своєю зброєю, щоб заробляти очки, накопичувати вбивства та виживати! Наразі для всіх гравців доступні тридцять дев’ять різних тіл, чотири лінії зброї, тридцять три маски та тридцять один капелюх.

## Ігровий процес
У Stabfish.io грають так само, як у Pikes.io. Один починає з відносно коротким, слабким бивнем, але після кількох вбивств цей бивень автоматично покращується. З часом можна розблокувати всі чотири комплекти бивнів. Останній набір найпотужніший, але для оновлення потрібно набагато більше балів. Подібним чином скіни можуть бути розблоковані з плином часу відповідно до сукупного результату, смуг вбивств та інших статистичних даних. Коли всі три скіни в серії розблоковано, головний скін, який ні на що не впливає, можна розблокувати, але розблокувати його значно складніше. Кракен, найпотужніший скін, відкривається, коли гравець досягає 20-кратної серії вбивств за допомогою Восьминіга. У Кракен Ран гравець покращує свій скін кожні 8500 балів, але для цього потрібно, щоб усі інші скіни були розблоковані. Капелюхи та маски можна розблокувати, споживаючи бульбашки з відповідним зображенням всередині них, які час від часу випадають під час вбивства.

## Продовження
Stabfish2.io — це багатокористувацька гра від Драко Чу, випущена в 2021 році.